# اسن يورت
اسن يورت (بالتركية: Esenyurt)‏ هي بلدية تركية تقع في تركيا في إسطنبول (محافظة).